# Mesosa variegata
Mesosa variegata är en skalbaggsart som beskrevs av Stefan von Breuning 1962. Mesosa variegata ingår i släktet Mesosa och familjen långhorningar.
Artens utbredningsområde är Laos. Inga underarter finns listade i Catalogue of Life.